# 34-es busz (Székesfehérvár)
A székesfehérvári 34-es jelzésű autóbusz a Vasútállomás – Prohászka Ottokár út – Autóbusz-állomás – Fecskeparti lakótelep útvonalon közlekedik. E vonalakon a legtöbb járatot jelenleg az ArrivaBus üzemelteti, a Volánbusz alvállalkozójaként.

## Története
Az 1976-os átszervezés során hozták létre a vonalat, mely eredetileg a Fecskeparti-lakótelepig közlekedett csak. Két és fél évtizeddel később összekapcsolták a 33-as viszonylattal, körjáratokat alkotva.
A 2025. augusztusi hálózatbővítéssel megszűntették körjárati jellegét, két irányban közlekedik a Vasútállomás és a Fecskepar között, az Autóbusz-állomás érintésével, így a Fecskeparti lakosok régi kérését teljesítve.

## Útvonala
| Vasútállomás – Prohászka Ottokár út – Autóbusz-állomás – Fecskeparti lakótelep | Vasútállomás – Prohászka Ottokár út – Autóbusz-állomás – Fecskeparti lakótelep |
| --- | ------------------------------------------------------------------------------ |
| Vasútállomás vá. – Béke tér – Prohászka Ottokár út – Esze Tamás utca – Piac tér – Palotai út – Schwäbisch Gmünd utca / Mészöly Géza utca – Móri út – Havranek József utca – Fecskeparti lakótelep vá. |                                                                                |

## Megállóhelyei
| 0  | Vasútállomás végállomás          | 17 | 13G, 20, 31, 31E, 32, 33, 35, 36, 37, 38, 40, 41, 44 7315, 7398, 8010, 8011, 8013, 8082, 8086, 8092, 8093, 8624 S30 G30 Z30 S34 S35 G43 S150 S440 S450 IC, sebesvonat, gyorsvonat, expresszvonat | Vasútállomás, Vasvári Pál Gimnázium, Kodály Zoltán Általános Iskola és Gimnázium             |
| 2  | Prohászka Ottokár templom        | 16 | 13G, 20, 33, 35, 36, 37, 38, 40, 41 | Prohászka Ottokár-emléktemplom                                                               |
| 3  | Esze Tamás utca                  | 14 | 35 |                                                                                              |
| x  | Vak Bottyán köz                  | 13 | 35 | Teleki Blanka Gimnázium és Általános Iskola                                                  |
| 6  | Autóbusz-állomás                 | 10 | 10, 11, 11A, 12, 12A, 12Y, 13G, 14, 14G, 15, 15Y, 26, 26A, 36, 37, 38, 40, 41, 42, 44 707, 718, 747, 748, 749, 750, 751, 757, 758, 759, 8000, 8001, 8002, 8010, 8011, 8013, 8030, 8032, 8033, 8035, 8037, 8039, 8040, 8046, 8047, 8048, 8049, 8050, 8055, 8060, 8062, 8065, 8066, 8067, 8068, 8069, 8070, 8078, 8080, 8086, 8090, 8092, 8093, 8095, 8096, 8097, 8098, 8099 1172, 1173, 1174, 1204, 1205, 1215, 1229, 1507, 1510, 1512, 1529, 1563, 1706, 1707, 1734, 1758, 1803, 1808, 1809, 1822, 1823, 1824, 1826, 1840, 1841, 1842, 1843, 1844, 1845, 1853 | Autóbusz-állomás, Alba Plaza, Belváros                                                       |
| 7  | Halász utca                      | 9  | 10, 11, 12, 12Y, 14, 15, 26, 26A, 37, 42 |                                                                                              |
| 8  | György Oszkár tér                | 8  | 10, 11, 12, 12Y, 14, 15, 17, 26, 26A, 36, 37, 38, 42 |                                                                                              |
| x  | Ybl Miklós lakótelep             | 6  | 15, 16, 17, 26, 26A, 38, 42 | Vörösmarty Színház, Hotel Magyar Király                                                      |
| 10 | Uszoda                           | x  | 10, 11, 12, 12Y, 14, 15, 16, 17 | Csitáry G. Emil Uszoda                                                                       |
| 12 | III. Béla király tér             | 4  | 8000, 8001, 8002, 8090, 8092, 8093, 8095, 8096, 8097, 8098, 8098 1204, 1563, 1706, 1758, 1809, 1822, 1824, 1840, 1841, 1842, 1845, 1853 | Ybl Miklós Szakközépiskola és Szakgimnázium, Fejér Megyei Művelődési Központ Művészetek Háza |
| 13 | Irányi Dániel utca               | 3  | | Szent Sebestyén-templom, Kodolányi János Egyetem Turizmus Tanszék                            |
| 14 | Szent Vendel utca                | 2  | 12Y, 15, 16 |                                                                                              |
| 16 | Fecskeparti lakótelep végállomás | 0  | 12Y, 15, 16, 33 8090, 8092, 8093, 8095, 8096, 8097, 8098 |                                                                                              |